# James Hughes (cầu thủ bóng đá, sinh năm 1911)
James Henry Hughes (sinh ngày 1911, ngày mất không rõ) là một cầu thủ bóng đá người Anh thi đấu ở vị trí centre-half ở Football League cho Bristol City.
Hughes sinh ra ở Cuddington và thi đấu cho Northwich ICI trước khi chuyển đến Birmingham năm 1933. Ông có một mùa giải với câu lạc bộ, không thi đấu trận quốc nội nào. Ông kí hợp đồng với Bristol City ngày 8 tháng 5 năm 1934 và có 10 trận quốc nội trong mùa giải duy nhất ở đó.